# Station Henley-On-Thames
Henley-On-Thames is een spoorwegstation van National Rail in Henley-on-Thames, South Oxfordshire in Engeland. Het station is eigendom van Network Rail en wordt beheerd door Great Western Railway. Het station is geopend in 1857.